# Aston Martin AMR22
El Aston Martin AMR22 fue un monoplaza de Fórmula 1 diseñado por Aston Martin para competir en la temporada 2022. Fue conducido por Sebastian Vettel y Lance Stroll. En las dos primeras carreras, Vettel se ausentó tras dar positivo de COVID-19, siendo su compatriota Nico Hülkenberg quien ocupó su asiento.
El chasis fue anunciado el 14 de enero de 2022, y presentado oficialmente el 10 de febrero en Gaydon, Reino Unido.

## Resultados
(Clave) (negrita indica pole position) (cursiva indica vuelta rápida)

| Año     | Motor                        | Neu. | N.º | Pilotos          | 1   | 2   | 3   | 4   | 5   | 6   | 7   | 8   | 9   | 10  | 11  | 12  | 13  | 14  | 15  | 16  | 17  | 18  | 19  | 20  | 21  | 22  | Puntos | Pos. |
| ------- | ---------------------------- | ---- | --- | ---------------- | --- | --- | --- | --- | --- | --- | --- | --- | --- | --- | --- | --- | --- | --- | --- | --- | --- | --- | --- | --- | --- | --- | ------ | ---- |
| 2022    | Mercedes-AMG F1 M13 V6 Turbo | P    |     |                  | BHR | ARA | AUS | EMI | MIA | ESP | MON | AZE | CAN | GBR | AUT | FRA | HUN | BEL | NED | ITA | SIN | JPN | USA | MEX | SÃO | ABU | 55     | 7.º  |
| 2022    | Mercedes-AMG F1 M13 V6 Turbo | P    | 5   | Sebastian Vettel |     |     | Ret | 8   | 17† | 11  | 10  | 6   | 12  | 9   | 17  | 11  | 10  | 8   | 14  | Ret | 8   | 6   | 8   | 14  | 11  | 10  | 55     | 7.º  |
| 2022    | Mercedes-AMG F1 M13 V6 Turbo | P    | 18  | Lance Stroll     | 12  | 13  | 12  | 10  | 10  | 15  | 14  | 16† | 10  | 11  | 13  | 10  | 11  | 11  | 10  | Ret | 6   | 12  | Ret | 15  | 10  | 8   | 55     | 7.º  |
| 2022    | Mercedes-AMG F1 M13 V6 Turbo | P    | 27  | Nico Hülkenberg  | 17  | 12  |     |     |     |     |     |     |     |     |     |     |     |     |     |     |     |     |     |     |     |     | 55     | 7.º  |
| Fuente: |                              |      |     |                  |     |     |     |     |     |     |     |     |     |     |     |     |     |     |     |     |     |     |     |     |     |     |        |      |